# Vol Singapore Airlines 21

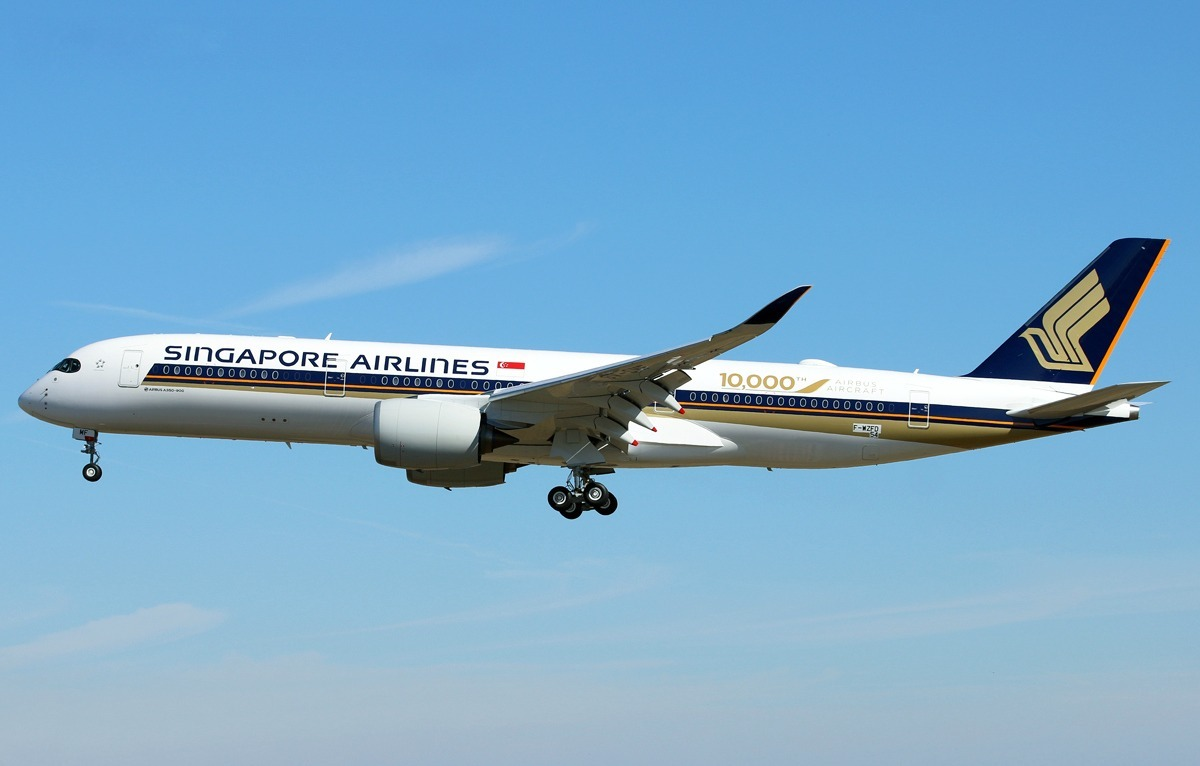
Airbus A350 XWB de Singapore Airlines.

Le vol 21 de Singapore Airlines est un vol reliant l'aéroport international Liberty de Newark, dans le New Jersey, à l'aéroport de Singapour-Changi, existant du 28 juin 2004 au 23 novembre 2013, avant d'être relancé le 11 octobre 2018.
Le vol détient le record du monde du plus long vol régulier sans escale — avec une durée programmée de 18 h 30 — jusqu'en 2020, lorsqu'Air Tahiti Nui opère pour la première fois une liaison directe entre l'aéroport international de Tahiti-Faaa et l'aéroport de Paris-Charles-de-Gaulle. Le vol 22, retour de Singapour vers Newark, est plus court d'un quart d'heure, en raison des vents dominants. Lorsque Singapore Airlines relance les vols en 2018, le vol 22 devient plus long que le vol 21 avec des durées respectives de 18 h 25 et 17 h 45.

## Histoire

### Service
Le vol parcourt environ 15 350 km et passe à moins de 130 km du pôle Nord géographique. Ce passage dans l'Arctique signifie l'absence de point d'atterrissage d'urgence à proximité. L'avion utilisé est un Airbus A340-500. L'équipage comprend 14 membres de cabine et 6 de cockpit, travaillant par tranche de quatre heures.
Le vol consomme 222 000 litres de kérosène. La durée extrême du vol attire des critiques portant notamment sur le risque accru de transmissions de virus tel que la grippe à cause du fait que les passagers respirent un air recyclé pendant 18 h 30, ainsi que sur les risques liés à la teneur en oxygène faible de l'air. Un casier spécial verrouillé est prévu pour recueillir le corps d'un éventuel passager qui décèderait pendant le vol.

### Arrêt du vol
Le 24 octobre 2012, la compagnie annonce qu'elle cessera d'opérer le vol au cours du dernier trimestre 2013, à la suite de la signature d'un contrat avec Airbus. L'accord prévoit la reprise par Airbus des Airbus A340 utilisés pour cette relation, contre l'achat d'Airbus A380 et A350,.
Le dernier vol est effectué le 23 novembre 2013. À partir de la suppression du vol, les passagers de Singapore Airlines effectuant la liaison de Singapour à New York doivent prendre une correspondance à l'aéroport de Tokyo-Narita, entre autres possibilités.

### Réouverture de la ligne
Le 13 octobre 2015, Singapore Airlines annonce qu'elle signe un accord avec Airbus pour développer une version spéciale de l'Airbus A350 XWB, appelée A350-900ULR (pour « Ultra Long Range »), compatible avec la distance à couvrir.
Le premier A350-900ULR part le 22 septembre 2018 de Toulouse, où il est assemblé. Au cours de ce vol de livraison, il relie Singapour en passant par le pôle Nord, rallongeant le trajet de l'ordre de 30 %. Ce vol permet ainsi à la compagnie de vérifier les performances de l'avion. Le vol SQ2 décolle le 11 octobre 2018 à 23h59 de Singapour pour atterrir le 12 octobre 2018 à 05h24 après un vol de 17 heures et 25 minutes. Le vol met une heure de moins que le temps de vol prévu en profitant des vents favorables. Singapore Airlines passe le vol à une fréquence quotidienne à partir du 19 octobre 2018.